# The Last Remnant
The Last Remnant (ラストレムナント, Rasuto Remunanto) é um jogo de RPG desenvolvido e publicado pela Square Enix. Foi lançado mundialmente para Xbox 360 em novembro de 2008 e para Microsoft Windows em março de 2009. Uma versão para PlayStation 3 foi originalmente anunciada, mas essa versão foi cancelada.
O jogo segue uma aventura na pele de um jovem guerreiro em uma missão determinada para erradicar a guerra. O cenário é um mundo fictício, fragmentado em diversos estados-cidades e habitado por quatro espécies distintas. O passado do protagonista é marcado por um conflito envolvendo os "Remnants", artefatos mágicos de formas variadas.
O jogo se destaca por seu sistema de batalha inovador, onde o jogador comanda múltiplos grupos, conhecidos como "unions", de personagens, ao invés de unidades individuais. Além disso, The Last Remnant tem a distinção de ser o primeiro jogo da Square Enix a utilizar o Unreal Engine.
Uma versão remasterizada intitulada The Last Remnant Remastered foi lançada para PlayStation 4 em dezembro de 2018 e para Nintendo Switch em junho de 2019.